# Longmay Group
Longmay Group ou dans sa forme longue Heilongjiang LongMay Mining Holding Group est une entreprise publique chinoise spécialisée dans l'extraction du charbon dans le nord-est de la Chine. Elle appartient au gouvernement de la province du Heilongjiang. En 2016, il s'agit du premier exploitant minier du pays.

## Histoire
En septembre 2015, Longmay annonce la suppression en trois mois de 100 000 emplois sur les 240 000 que compte l'entreprise, après des pertes de l'ordre de 800 millions de dollars,. Ainsi entre novembre 2015 et janvier 2016, 20 000 travailleurs de Longmay sont intégrés dans un programme provincial de conversion dans les secteurs de l'agriculture, de la sylviculture ou de l'assainissement.
En novembre 2015, 21 mineurs meurent dans le feu d'une mine de l'entreprise près de la frontière avec la Russie,.
En mars 2016, Shuangyashan connait d'importantes manifestations couplées à des grèves, les manifestants protestent contre le non-paiement de salaires notamment de la part de Longmay Group, ces manifestations font suite à une annonce du gouvernement sur la suppression de 1,3 million d'emplois dans le secteur houiller et 500 000 dans la sidérurgie.